# Joseph Antoine Carron
Pour les articles homonymes, voir Carron.
Joseph Antoine Carron est un faïencier français né à Saint-Maximin près de Senlis le 7 février 1786 et, mort le 7 juin 1840 à Bourg-la-Reine.

## Biographie
Il est mouleur en faïence de 1826 à 1836, chez Charles Symphorien Jacques et Joseph Jullien et s'installe à son compte comme faïencier en 1837.
Il est marié à Arthémise Judith Delafluterie ; deux de leurs enfants seront faïenciers :
- Joseph Alphonse Carron (1812-1959), qui sera mouleur en faïence de 1836 à 1848 faïencier en 1840-1842, tourneur en faïence en 1839, 1841, 1846, 1859. Il est l'époux de Marie-Julie Bellard, couturière, en 1861 ils sont épicier à Bourg-la-Reine.
- Antoine Marie Carron  né le 3 septembre 1826 à Bourg-la-Reine qui sera mouleur en faïence en 1841, faïencier en 1848- 1850 et tourneur en faïence en 1859.

## Œuvres
Certaines sont présentes dans des musées des Hauts-de-Seine
- Musée de l'Île-de-France au château de Sceaux
- Musée national de Céramique à Sèvres